# 大里里 (臺中市)
大里里，舊稱「大里杙」，前身「大里村」，位於臺灣臺中市大里區中西部，是大里老街的所在地。境內東北端為未來大里聯合行政中心計劃開發地區，西部地帶則有省道台63線南北穿越。

## 里名由來
大里里原名叫做大里杙，狹義而言係指今大里、新里二村。「大里」原是番社的譯音；「杙」的意思則是指「繫舟筏的小木椿」。當年大里溪水相當湍急，彰化鹿港及南投北投庄，都有竹筏從大肚溪進入大里溪，舟筏駛抵碼頭須繫在小木椿上才不會被溪水沖走，因此形成「大里杙」這個地名，古稱「渡船頭」，位置就在現在的「舊街仔」，而水閘碼頭就在大里高中附近，民國初年才把「杙」去掉，改稱「大里」。

## 地理
大里里面積1.3平方公里，劃分為16鄰。本里東至國光路與國光里相鄰，西接烏日區，南至中興大排與大元、夏田二里為界，北隔大里路與新里里相接。

## 行政區劃沿革
大里里於清代時隸屬藍興堡大里杙街；明治35年（1902年）時，改隸臺中廳大里區大里杙街，至大正9年（1920年）則隨行政區調整，隸屬大屯郡大里庄大里大字。二次大戰結束後，國民政府接收臺灣，原先大里大字範圍被劃歸為大里村與新里村，隸屬臺中縣大里鄉。民國82年（1993年）大里鄉升格為縣轄市大里市，隨之改制為大里里。民國91年（2002年），行政區再次調整，本里劃出東北側歸國光里管轄，範圍就此底定至今。

## 教育與醫療
- 臺中市大里區大里國小

## 旅遊

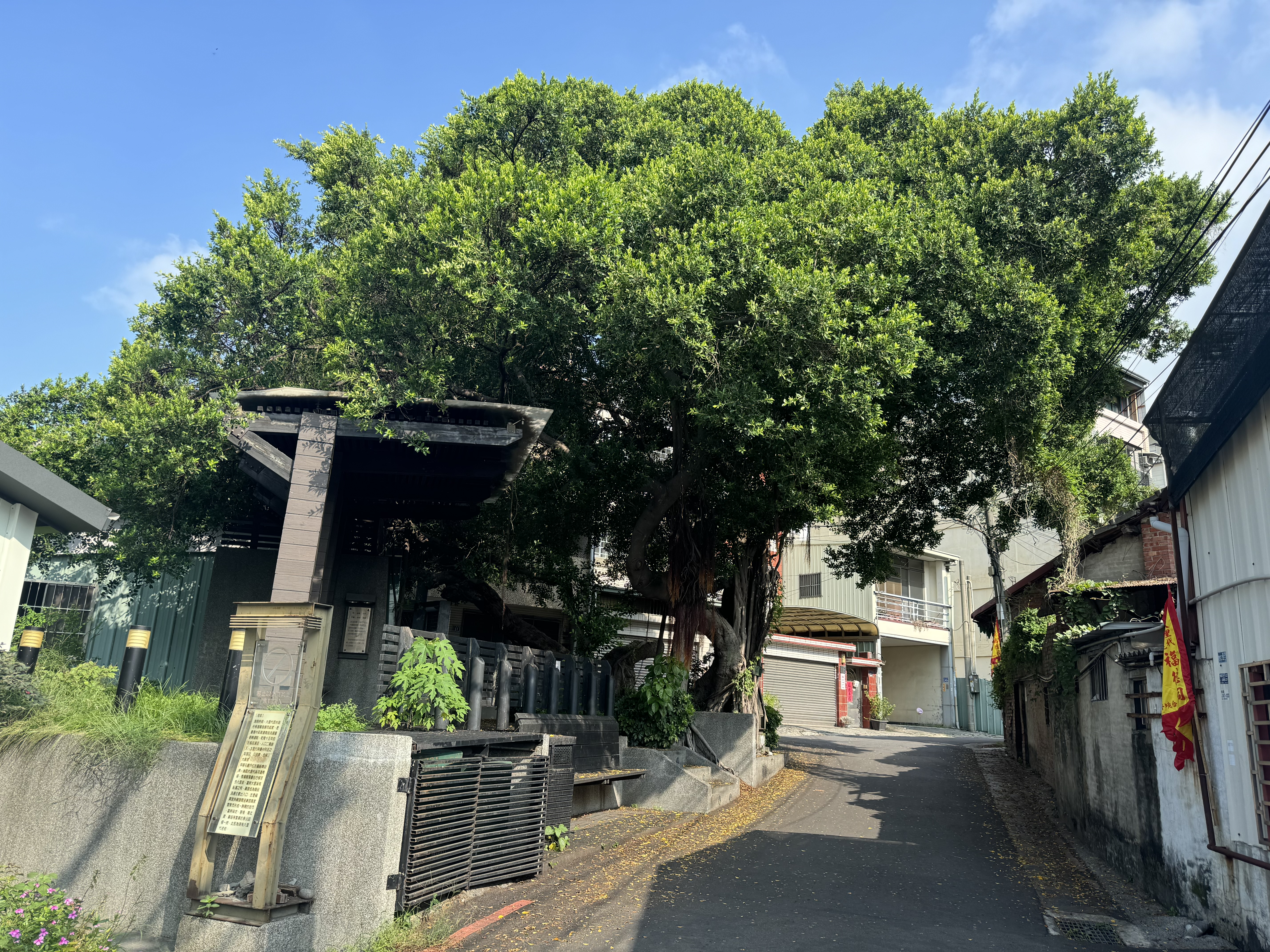
大里倒栽榕

- 倒栽老榕樹
- 大里涼傘樹肉圓
- 大里鹹菜
- 慶源堂
- 大里杙碼頭遺址
- 大里杙文化館
- 大里栈福興宮

## 交通
主要道路
- 國光路一段
- 台63線：中投公路，高架部份設有大里一、大里二交流道，兩側並有平面道路中投東路及中投西路。
- 爽文路
- 大里路

臺中市市區公車
| 市區公車編號 | 業者       | 營運區間                     | 備註                                           |
| 23           | 統聯客運   | 中清同榮路口－大里高中       | 經中興大學、國立公共資訊圖書館、國立台灣美術館 |
| 39           | 南投客運   | 高鐵台中站-立新國小          | 經立人高中、興大附中、大里仁愛醫院、樹王       |
| 50           | 統聯客運   | 新民高中－921地震教育園區    | 經大里區圖書館、中興大學、台中女中、台中一中   |
| 59           | 統聯客運   | 新民高中－舊正               | 固定班次                                       |
| 132          | 台中客運   | 北屯區行政大樓－朝陽科技大學 | 經吉峰路、大里區圖書館，固定班次               |
| 281          | 中台灣客運 | 臺中－霧峰                   | 固定班次                                       |

### 書籍
- 《臺灣地名辭書》卷十二《臺中縣》第二冊，第8-9頁

### 外部連結
- 臺中市大里區公所 沿革